# 828 (음악 그룹)
828은 대한민국의 음악 그룹이다. 2018년 디지털 싱글 앨범 [SLOTH]로 데뷔했다.

## 방송
- 락쿵 (2022) - Top47

## 음반
- SLOTH (2018)
- 지향 (2019)
- Already Loving You (2019)
- 오늘이 나를 괴롭히고, 어제가 다시 찾아와도 (2020)
- 인디스땅스2022 (INDIESTANCE2022) (2022)
- 미워하기를 멈추다 (2023)
- SOPHIE (2024)
- Skating Board (2025)

## 공연
- 2023 경록절 마포르네상스 (2023)